# Caridina okiamnis
Caridina okiamnis е вид десетоного от семейство Atyidae.

## Разпространение
Видът е разпространен в Камерун.